# Thesium vlachorum
Thesium vlachorum är en sandelträdsväxtart som beskrevs av B. Aldén. Thesium vlachorum ingår i släktet spindelörter, och familjen sandelträdsväxter. Inga underarter finns listade i Catalogue of Life.